# Кослоджень
Кослоджень, Кослоджені (рум. Coslogeni) — село у повіті Келераш в Румунії. Входить до складу комуни Дікісень.
Село розташоване на відстані 114 км на схід від Бухареста, 13 км на схід від Келераші, 90 км на захід від Констанци, 139 км на південь від Галаца.

## Населення
За даними перепису населення 2002 року у селі проживали 866 осіб, з них 863 особи (99,7%) румунів. Усі жителі села рідною мовою назвали румунську.